# Айн (буква арабского алфавита)
Айн (араб. عين‎) — восемнадцатая буква арабского алфавита. Айн относится к лунным буквам. Соответствует еврейской букве аин. Используется для обозначения звука /ʕ/. В иракском диалекте арабского языка обозначает звук /ʢ/ (звонкий эпиглоттальный фрикатив).

## Формы
Стоящая в начале слова Айн пишется, как عـ; в середине слова — как ـعـ и в конце слова — ـع.

## Числовое соответствие
Букве соответствует число 70.

## Произношение
А. А. Ковалёв и Г. Ш. Шарбатов в своей книге «Учебник арабского языка» делают такое примечание: «Этот звук чужд русскому языку. Согласный „’Айн“ является одним из самых трудных звуков арабского языка».
Решающее значение при обработке этого звука имеет имитирование произношения преподавателя и прослушивание лингафонных записей".
Звук, обозначаемый буквой айн, в Международном фонетическом алфавите передаётся знаком [ʕ].
Вот что советует профессор Н. В. Юшманов:
«… когда врач осматривает нам горло и, запихнув металлическую ложку нам в глотку, предлагает сказать нам А (самый широкий гласный), голосовые связки дрожат, вырабатывая голос, нужный для А, тогда как проход из полости гортани в полость рта сожмётся от прикосновения холодной ложки; в результате получится звук, который выражается в семитских алфавитах буквой „'Айн“».".
Выдающийся арабский филолог аль-Азхари писал, что «’Айн» — это самый звонкий и сладкий звук для слуха.
Ибн Манзур, составитель «Языка арабов» отмечал, что первый толковый словарь арабского языка начинался с буквы «’Айн».
Халиль ибн Ахмад аль-Фарахиди — величайший арабский филолог, составивший его, посчитал, что не стоит начинать свой труд со слабой буквы «Алиф». Оставив эту букву, он также усомнился в правомерности использования буквы «ба» после «алифа», «та» после «ба» и т. д.
В конце концов, он полностью переработал арабский алфавит, ориентируясь исключительно на звуково-физиологический порядок букв.
Новый порядок алфавита выглядел таким образом (см. справа налево):
ع ح ه — خ غ — ق ك — ج ش ض ر ل — ص س ز- ط د ت- ظ ث ذ- ف ب م — و ا ى — الهمزه
Назван словарь был прозаично, по первой букве, с которой начинался, то есть Книга Айна. До нас он не дошёл.